# Vera Pedrosa
Vera Pedrosa Martins Almeida GOMM (Rio de Janeiro, 1936 — 2021) foi uma diplomata e poetisa brasileira. Foi embaixadora do Brasil na França, além de chefe da Assessoria Diplomática da Presidência da República durante os governos Itamar Franco e Fernando Henrique Cardoso. Como poetisa, integrou a geração mimeógrafo e foi uma das autoras incluídas na antologia 26 poetas hoje.

## Biografia

### Infância[4]
Nasceu no Rio de Janeiro em 2 de janeiro de 1936, filha de Mary Houston Pedrosa e do escritor Mário Pedrosa. 

### Primeiras Atividades Profissionais e Formação Acadêmica[4]
Formou-se em Filosofa pela então Universidade Federal do Brasil. 
De 1960 e 1967, trabalhou como jornalista no Correio da Manhã e no Jornal do Brasil. 

### Carreira Diplomática[4]
Em 1966, foi aprovada no concurso de admissão à escola de formação de diplomatas brasileiros, o Instituto Rio Branco, tendo iniciado o curso em 1967. 
Em 24 de outubro 1968, tomou posse como terceira-secretária. 
Inicialmente lotada na área cultural do Itamaraty, foi, poucos meses após o início de suas funções, convidada a trabalhar na Secretaria-Geral de Relações Exteriores, onde permaneceu até 1972. 
Em 1972, foi removida para a Embaixada do Brasil em Madri, onde permanece até 1975 como responsável pelo setor cultural.
De 1975 a 1977, esteve lotada na Embaixada do Brasil em Lima. No Posto, foi responsável, sucessivamente, pelos setores cultural, de impresa e político. Chegou, ainda, a ser Encarregada de Negócios, na ausência da chefia do Posto.
Em agosto de 1977, foi promovida a primeira-secretária.
De regresso ao Brasil, passou a trabalhar na Divisão de Transportes e Comunicações do Itamaraty.
Em 1981, foi promovida a conselheira e, em outubro do mesmo ano, foi lotada na Divisão das Nações Unidas, quando passou a se especializar em temas de meio ambiente no âmbito multilateral.
De 1983 a 1986, esteve lotada na Embaixada do Brasil em Paris. Defendeu, em 1984, sua tese do Curso de Altos Estudos do Instituto Rio Branco, intitulada “O Meio Ambiente dez anos após Estocolmo: a perspectiva brasileira”. 
Entre 1986 e 1987, foi nomeada secretária de Difusão e Intercâmbio Cultural do Ministério da Cultura.
Em outubro de 1987, assumiu a chefia da Divisão das Nações Unidas do Itamaraty. Em dezembro do mesmo ano, foi promovida a ministra de segunda-classe.  
Entre 1988 e 1992, exerceu o cargo de coordenadora‑executiva do Gabinete do Ministro de Estado, Roberto de Abreu Sodré. 
Entre 1992 e 1995, chefiou a Assessoria Diplomática da Presidência da República, na gestão de presidente Itamar Franco. 
Em dezembro de 1993, foi promovida a ministra de primeira classe.
Em 1994, Vera foi condecorada pelo presidente Itamar Franco com a Ordem do Mérito Militar no grau de Grande-Oficial especial.
Entre 1995 e 1998, foi embaixadora do Brasil na Haia. 
Entre 1999 e 2001, foi em embaixadora do Brasil em Quito. 
Entre 2001 e 2003, foi embaixadora do Brasil em Copenhague. 
Em 2003, foi a primeira mulher a ser nomeada subsecretária-geral de Assuntos Políticos, cargo que ocupou até 2005. 
Entre 2005, foi designada embaixadora do Brasil em Paris. Aposentou-se em 3 de janeiro de 2006, por atingir o limite de idade previsto no serviço público. No dia subsequente, foi designada embaixadora extraordinária e plenipotenciária em Paris, cargo que ocupou até janeiro de 2008.
Morte
No dia 3 de fevereiro de 2021, Vera faleceu aos 85 anos na cidade do Rio de Janeiro. 

## Postos no Exterior[4]
- Embaixada do Brasil em Madri (1972-1975)
- Embaixada do Brasil em Lima (1975-1977)
- Embaixada do Brasil em Paris (1983-1986)
- Embaixada do Brasil na Haia, Embaixadora (1995-1998)
- Embaixada do Brasil em Quito, Embaixadora (1999-2001)
- Embaixada do Brasil em Copenhague, Embaixadora (2001-2003)
- Embaixada do Brasil e Paris, Embaixadora (2005-2008)

## Obras
- Poemas (1964)
- Perspectivas naturais (1978)
- De onde voltamos o rio desce (1979)
- A árvore aquela (2015)